# Helen Levine
Pour les articles homonymes, voir Levine.
Helen (née Zivian) Levine (15 octobre 1923–24 octobre 2018) est une travailleuse sociale et militante féministe canadienne. Elle enseigne au sein de l’École de service social (School of Social Work) de l'Université Carleton. En octobre 1989, elle reçoit le Prix du Gouverneur général en commémoration de l’affaire « personne » pour avoir fait progresser l’égalité des femmes au Canada.

## Biographie
Née à Ottawa de Rebecca (née Yaffe) et d'Isaac Zivian, Helen Zivian fréquente l’Université Queen's, puis l'Université de Toronto où elle étudie en travail social. À Toronto, elle rencontre un militant syndical, Gilbert Levine (1924-2009) et l’épouse en 1947. Le couple a deux filles : Ruthie Tamara et Karen Levine.
Installée avec sa famille à Ottawa, elle y élève ses deux filles et travaille à temps partiel pour divers organismes sociaux, tels que la Société de l’aide à l’enfance d'Ottawa. Dans le documentaire de l'Office national du film du Canada, Motherland : Tales of Wonder, Helen Levine révèle sa profonde frustration face aux attentes de la société à l'égard des mères : « J'ai juste pris pour acquis que ce serait le seul but de ma vie. Mon mari assurerait notre subsistance et je resterais à la maison toute ma vie »
Sentant ses propres espoirs et rêves engloutis par les devoirs de la maternité, elle tombe en dépression et est hospitalisée en 1970. Cette hospitalisation renforce l'engagement féministe d'Helen Levine. Elle critique alors les professions d'aide conventionnelles et plaide pour une approche féministe en matière d’intervention sociale.
À son retour chez elle, elle décide de s’impliquer différemment dans sa vie familiale et professionnelle. « Je ne pouvais pas être la femme de maison ou l'assistante… Je ne pouvais pas revenir à l'idée que mon existence n'avait pas d'importance ». En 1974, Helen Levine est embauchée par l'École de service social de l'Université Carleton pour enseigner en études des femmes. L'École adopte dans ces années une approche plus radicale dans l’analyse structurelle du travail social examinant les institutions, telles que le patriarcat et ses conséquences sur les inégalités et les problèmes sociaux. Helen Levine est l'une des premières enseignantes à introduire des perspectives féministes au sein du programme d’études. « J'ai eu la chance et la tâche de devoir produire du matériel pédagogique qui devait promouvoir la prise de conscience des problématiques féminines à l'école ». Elle y dispense son premier cours « Status of women » (le statut des femmes), qui deviendra par la suite « Women and Welfare » (les femmes et la politique sociale), puis enseignera le « Feminist counselling » (le conseil féministe).
Helen Levine publie de nombreux articles. Elle y présente une analyse critique des théories et pratiques en cours dans les années 70 et 80, en matière de thérapie et d’intervention sociale. Elle y propose l'adoption de perspectives féministes pour une approche alternative auprès des femmes. Selon la professeure Joan Gilroy « le travail de Helen a permis aux travailleurs sociaux de changer de point de vue et de commencer à analyser ces phénomènes — les violences faites aux femmes, l'inceste, le viol, les agressions sexuelles — et le tissu social dans une perspective plus large d'inégalités sociales ».
Après sa retraite de l'Université Carleton en 1988, Helen Levine continue d'intervenir comme soutien dans des organismes impliqués dans l'intervention sociale auprès des femmes, et dispense des ateliers et des conférences. Elle s’est davantage engagée pour la défense des droits des femmes âgées, en co-fondant un groupe pour les femmes âgées, The Crones. Elle a également été bénévole pour la Older Women's League (OWL). Elle participe à la mise en place de la Maison Interval d’Ottawa, le premier refuge de la ville pour les femmes ayant subi des violences.
De 2001 à 2002, Helen Levine et son amie Oonagh Berry décident de mener un projet de correspondance. Toutes les deux semaines, elles s'échangent des lettres qui témoignent de leur expérience familiale et professionnelle, de politique, de maternité, de vieillissement et de créativité. Le fruit de cette correspondance est publié en 2005 par Second Story Press sous le titre Between Friends : one year in letters.
Helen Levine est décédée à Ottawa, à l'âge de 95 ans, d'une mort médicalement assistée.
Les archives personnelles d’Helen Levine furent déposées en 2019 aux Archives et collection spéciales de l'Université d’Ottawa.

## Distinctions
En octobre 1989, elle a été l'une des six femmes au Canada à recevoir le prix du Gouverneur général en commémoration de l'affaire « personne » pour sa contribution à l'amélioration du statut des femmes canadiennes.